# 리듬 섹션

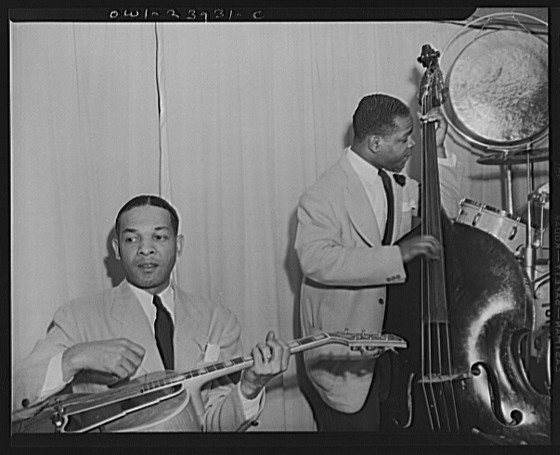
재즈는 일반적으로 최소한 드럼과 베이스, 때로는 피아노나 기타와 같은 반주 악기로 구성된 눈에 띄는 리듬 섹션을 특징으로 하는 경우가 많다.

리듬 섹션(Rhythm section)은 음악에서 리듬 파트를 맡는 악기를 말한다. 대표적인 악기로 드럼 세트, 드럼 머신이 있다.
리듬 섹션은 반주의 기본 리듬, 하모니 및 펄스를 제공하는 음악 앙상블 또는 밴드 내의 음악가 그룹으로 나머지 밴드에 대한 리듬 및 하모니 참조 및 "비트"(beat)를 제공한다. 리듬 섹션은 리드 기타리스트나 멜로디를 담당하는 리드 보컬 등 밴드의 다른 뮤지션의 역할과 종종 대조된다.
리듬 섹션의 핵심 요소는 대개 드럼 키트와 베이스이다. 드럼과 베이스는 노래의 기본 펄스와 그루브를 제공한다. 이 섹션은 노래의 기반이 되는 코드 진행을 연주하는 데 사용되는 키보드 악기 및 기타와 같은 다른 악기로 보강된다. 베이스 악기(그룹 및 음악 스타일에 따라 더블 베이스 또는 일렉트릭 베이스 기타 또는 신디 베이스와 같은 다른 저음역 악기)는 저음 베이스라인을 연주한다. 베이스라인은 일반적으로 각 코드의 근음, 5도, 3도를 강조하여 화성의 중요한 음을 설명하는 음악적으로 흥미로운 베이스라인을 연주하여 코드 진행을 지원하는 음악적 부분이다.
이 용어는 재즈, 컨트리, 블루스, 록을 연주하는 밴드와 같은 현대의 소규모 음악 앙상블에서 흔히 사용된다. 대중 음악, 영화 사운드 트랙(종종 "팝 오케스트라"라고 함)을 연주하는 오케스트라 또는 뮤지컬 극장 오케스트라에는 다음과 같은 리듬 섹션(최소 드럼 키트 및 일렉트릭 베이스/증폭 더블 베이스, 키보드 및 기타 포함 가능)이 있을 수도 있다. 더 큰 앙상블과 함께 연주한다. 리듬 섹션은 오케스트라 악기로 재현하기 어려운 록이나 팝 느낌과 사운드를 제공한다.